# Trhypochthonius multisulcatus
Trhypochthonius multisulcatus är en kvalsterart som först beskrevs av Tseng 1982.  Trhypochthonius multisulcatus ingår i släktet Trhypochthonius och familjen Trhypochthoniidae. Inga underarter finns listade i Catalogue of Life.